# Tony Yayo
Tony Yayo (Marvin Bernard) (Queens, Nueva York; 31 de marzo de 1978) es un rapero estadounidense destacado como un artista popular del grupo de rap G-Unit. Tony Yayo es conocido por su rápida y exaltada entrega musical, su ingeniosa fuerza rítmica, y su tradición favorita: ¨Tirarle¨ a otros raperos. El rapero siempre inventa apodos para su nombre artístico. Ahora es apodado ¨Tsunami¨ Yayo o su nombre personal favorito T.O.N.Y. ("Talk Of New York").

## Comentarios De Tony Yayo Sobre The Game
A comienzos del 2005, 50 Cent oficialmente despidió a The Game, protegido de G-Unit. Este incidente causa una larga disputa entre el grupo y el rapero de la costa oeste. Desde entonces, Yayo ha dicho muchos comentarios desfavorables acerca de The Game. Yayo afirma que El aspecto de The Game es como el Mr. Potato e inventa su pasado sólo para hacerlo ver más como un gánster. Yayo explicó por qué comenzó mostrando que The Documentary sólo ayudó a The Game a traer más atención a las calles y que su Runnin'|ataque]] hacia G-Unit es hipócrita.
Tony Yayo reclama que The Game es conocido por sus enemistades intermitentes y su asociación con raperos de G-Unit con los que actualmente está enemistado. Yayo elevó la diversión cuando apareció en el programa de televisión Change Of Heart. La deslealtad de The Game y de G-Unit se ubica en las razones para sacar al rapero del grupo.
The Game respondió amenazando con sabotear las ventas del álbum de Tony Yayo. Él prometió a sus fanes adquirir The Documentary y luego copiar los archivos a las oficinas The Black Wall Street Records dando personalmente cada copia autografiada e incluyendo una mezcla oficial.. The Game ahora desea demostrar a G-Unit la innovación de sus otros némesis Murder Inc.

## ¿Podría Cuban Link Unirse A G- Unit?
Tony Yayo fue recientemente llamado por la radio Shade 45 cuando un oyende llamó y le preguntó por qué G-Unit no ha contratado al antiguo miembro de Terror Squad Cuban Link como miembro de G-Unit. Yayo dijo que respetaba mucho a Cuban Link que últimamente habían estado hablando. Llamó a Cuban le dijo que marcara a la estación de radio. Se rumorea que negociaron y que Yayo planea contratar al rapero después del lanzamiento de su nuevo álbum.
Una semana después hubo una disputa de 50 cent con Yayo por el tema de Cuban 50 cent dijo:No es un gánster solo es un maldito Wanksta.

## Blood on the Sand (videojuego)
Yayo aparece en el juego de 50 Cent

## Discografía

### Álbumes De Estudio
- 2005: Thoughts of a Predicate Felon

### Mixtapes Oficiales
- 2008: ThisIs50.com Vol. 4 : S.O.D.
- 2008: Black Friday
- 2008: Bloody Xmas
- 2009: I'm A 50 Tax Writte off
- 2009: The Swine Flu
- 2009: The Swine Flu 2 : Pandemic
- 2009: Public Enemies
- 2009: Gangsta Paradise
- 2010: Gunpowder Guru
- 2010: Gunpowder Guru 2 : The Remixes

### ConG-Unit
- 2008: T.O.S: Terminate On Sight

### Mezclas
- Big Mike: Big Boy Game
- DJ Whoo Kid: G-Unit Radio 11- raw-n-cut
- DJ Whoo Kid: G-Unit Radio- 50 Cent & G-Unit International Ballers

## Sencillos
| Year | Title                                     | Chart positions | Chart positions | Chart positions | Chart positions  | Álbum                         |
| Year | Title                                     | US Hot 100      | US R&B/Hip-Hop  | US Rap          | UK Singles Chart | Álbum                         |
| 2005 | "So Seductive" (feat. 50 Cent)            | #48             | #7              | #12             | #28              | Thoughts of a Predicate Felon |
| 2005 | "Curious" (feat. Joe)                     | -               | #85             | -               | -                | Thoughts of a Predicate Felon |
| 2005 | "Pimpin"                                  | -               | #66             | -               | -                | Thoughts of a Predicate Felon |
| 2005 | "I Know You Don't Love Me" (feat. G-Unit) | -               | -               | -               | -                | Thoughts of a Predicate Felon |

## Presentaciones / Otras Canciones
- Bonafide Hustler Young Buck featuring 50 Cent and Tony Yayo.
- My Toy Soldier 50 Cent featuring Tony Yayo.
- I Run New York 50 Cent And Tony Yayo.
- Hate It or Love It(G Unit Remix) 50 Cent featuring Young Buck, Lloyd Banks, The Game And Tony Yayo.
- Bump Heads 50 Cent, Eminem, Lloyd Banks, And Tony Yayo.
- Runnin The Game featuring Tony Yayo.
- Like My Style 50 Cent featuring Tony Yayo.
- Rompe Remix Daddy Yankee featuring Young Buck & Lloyd Banks.

## Otras
- Shade45: House Arrest With Tony Yayo- Radio Show featuring G-Unit and playing the newest singles from artists from G-Unit.